# Orthocladius kamihiroi
Orthocladius kamihiroi är en tvåvingeart som beskrevs av Sasa och Hirabayashi 1993. Orthocladius kamihiroi ingår i släktet Orthocladius och familjen fjädermyggor. Inga underarter finns listade i Catalogue of Life.